# ميلوراد ميتروفيتش
ميلوراد ميتروفيتش هو لاعب كرة قدم ومدرب كرة قدم صربي في مركز الدفاع، ولد في 31 يناير 1949.

## وصلات خارجية
- ميلوراد ميتروفيتش على موقع اتحاد تركيا (مدرب) (الإنجليزية)